# Memories - Il Dj Set Aforismatico
Memories - Il Dj Set Aforismatico è stato un programma musicale in onda su m2o Radio ideato e condotto da Prevale.

## Storia
Memories, nato nel 2013, è uno dei programmi radiofonici più celebri che ha contribuito a portare in poco tempo m2o ai vertici delle classifiche di ascolto.
Memories - Il Dj Set Aforismatico è un programma musicale di aforismi tra le canzoni, selezionato, mixato e condotto da Prevale, considerato uno tra i migliori disc jockey italiani, che ne è autore e voce ufficiale, in onda sull'emittente radiofonica nazionale m2o edita da Elemedia, appartenente a GEDI Gruppo Editoriale. 
Il programma inizialmente andava in onda la domenica dalle ore 8.00 alle ore 9.00, da settembre 2016 va in onda sempre la domenica ma dalle ore 7.00 alle ore 8.00, in esclusiva su m2o.
Il 17 marzo 2019 la trasmissione giunge alla conclusione con il rilancio di m2o.